# Украјина на Европском првенству у атлетици на отвореном 2018.
Украјина је учествовала на 24. Европском првенству у атлетици на отвореном 2018. одржаном у Берлину, (Немачка), од 6. до 12. августа 2018. године. Ово је било девето европско првенство у атлетици на отвореном од 1994. године од када Украјина учествује самостално под овим именом. Репрезентацију Украјине представљало је 84 спортиста (37 мушкараца и 47 жене) који су се такмичили у 43 дисциплина (20 мушких и 23 женска).
На овом првенству Украјина је заузела 10. место по броју освојених медаља са 7 медаља и то две златне, три сребрне и три бронзане. У табели успешности према броју и пласману такмичара који су учествовали у финалним такмичењима (првих 8 такмичара) Украјина је са 22 учесника у финалу заузела 7. место са 79,50 бодова.
| Плас. | Земља    | 1. место | 2. место | 3. место | 4. место | 5. место | 6. место  | 7. место | 8. место | Бр. финал. - Бод. |
| ----- | -------- | -------- | -------- | -------- | -------- | -------- | --------- | -------- | -------- | ----------------- |
| 9.    | Украјина | 2 - 16   | 3 – 21   | 2 - 12   | 1 - 5    | 2 – 8    | 6 – 15,50 | 4 – 8    | 2 - 2    | 22 - 79,50        |

## Учесници
| Мушкарци: - Александар Соколов — 100 м, 4 x 100 м - Сергеј Смелик — 200 м, 4 x 100 м - Емил Ибрахимов — 200 м, 4 x 100 м - Виталиј Бутрим — 400 м, 4 x 400 м - Олексиј Поздњаков — 400 м, 4 x 400 м - Станислав Сеник — 400 м, 4 x 400 м - Јевген Гуцол — 800 м - Володимир Куц — 1.500 м - Васил Ковал — 10.000 м - Дмитро Сирук — 10.000 м - Игор Олефиренко — Маратон - Александр Ситковски — Маратон - Ирор Рус — Маратон - Јуриј Русјук — Маратон - Дмитро Лашин — Маратон - Артем Шаматрин — 110 м препоне - Денис Нечипоренко — 400 м препоне - Данило Даниленко — 400 м препоне, 4 x 400 м - Володимир Супрун — 4 x 100 м - Виктор Шумик — 20 км ходање - Иван Лосев — 20 км ходање - Олексиј Казанин — 20 км ходање - Маријан Закалницки — 50 км ходање - Иван Банзерук — 50 км ходање - Валериј Литанјук — 50 км ходање - Андриј Проценко — Скок увис - Дмитро Демјањук — Скок увис - Виктор Лонски — Скок увис - Владислав Маљухин — Скок мотком - Сергиј Никифоров — Скок удаљ - Владислав Мазур — Скок удаљ - Игор Мусијенко — Бацање кугле - Микита Нестеренко — Бацање диска - Хлиб Пискунов — Бацање кладива - Владимир Мисливчук — Бацање кладива - Сергиј Регеда — Бацање кладива - Јуриј Кушнирук — Бацање копља | Жене - Христина Стуј — 100 м - Алина Калистратова — 200 м, 4 x 100 м - Јана Качур — 200 м, 4 x 100 м - Јелисавета Бризгина — 200 м - Тетјана Мелник — 400 м, 4 x 400 м - Анастасија Бризгина — 400 м, 4 x 400 м - Алина Логвиненко — 400 м - Наталија Пришчепа — 800 м - Олга Љахова — 800 м - Јулија Шматенко — 5.000 м, 10.000 м - Јевгенија Прокофјева — 10.000 м - Олена Сердјук — 10.000 м - Олга Котовска — Маратон - Дарја Микхаилова — Маратон - Вира Овчарук — Маратон - Викторија Капилина — Маратон - Хана Плотицина — 100 м препоне, 4 x 100 м - Хана Рижикова — 400 м препоне - Викторија Ткачук — 400 м препоне - Марија Миколенко — 400 м препоне - Наталија Стребкова — 3.000 м препреке - Анастасија Холенева — 4 x 100 м - Катерина Климиук — 4 x 400 м - Марија Миколенко — 4 x 400 м - Ина Кашина — 20 км ходање - Надија Боровска — 20 км ходање - Марија Филјук — 20 км ходање - Алина Цвили — 50 км ходање - Кристина Јудкина — 50 км ходање - Василина Витовшчик — 50 км ходање - Катерина Табашник — Скок увис - Јулија Левченко — Скок увис - Оксана Окунева — Скок увис - Марина Килипко — Скок мотком - Марина Бек — Скок удаљ - Кристина Хришутина — Скок удаљ - Олга Саладуха — Троскок - Хана Красутска — Троскок - Олга Голодна — Бацање кугле - Викторија Клочко — Бацање кугле, Бацање диска - Ирина Климетс — Бацање кладива - Ирина Новожилова — Бацање кладива - Аљона Шамотина — Бацање кладива - Хана Хацко Федусова — Бацање копља - Дарина Слобода — Седмобој - Алина Шук — Седмобој - Рима Хордијенко — Седмобој |  |

## Освајачи медаља (7)

### Злато (2)
- Маријан Закалницки — 50 км ходање
- Наталија Пришчепа — 800 м

### сребро (3)
- Јарислеј Силва — 400 м препоне
- Алина Цвили — 50 км ходање
- Марина Бек — скок удаљ

### бронза (2)
- Сергиј Никифоров — скок удаљ
- Олга Љахова — 800 м

## Резултати

### Мушкарци
| Атлетичар           | Дисциплина     | Лични рекорд | Квалификације         | Квалификације         | Полуфинале            | Полуфинале            | Финале                | Финале       | Детаљи |
| Атлетичар           | Дисциплина     | Лични рекорд | Резултат              | Место                 | Резултат              | Место                 | Резултат              | Место        | Детаљи |
| ------------------- | -------------- | ------------ | --------------------- | --------------------- | --------------------- | --------------------- | --------------------- | ------------ | ------ |
| Александар Соколов  | 100 м          | 10,17        | 10,43                 | 6. у гр. 5            | Није се квалификовао  | Није се квалификовао  | Није се квалификовао  | 29 / 50      |        |
| Сергиј Смелик       | 200 м          | 20,30        | Директно у полуфинале | Директно у полуфинале | 20,54                 | 4. у гр. 3            | Није се квалификовао  | 12 / 40      |        |
| Емил Ибрахимов      | 200 м          | 20,86        | 21,29                 | 6. у гр. 1            | Није се квалификовао  | Није се квалификовао  | Није се квалификовао  | 36 / 40      |        |
| Виталиј Бутрим      | 400 м          | 45,01 НР     | 45,82 КВ, ЛРС         | 4. у гр. 1            | 46,01                 | 4. у гр. 3            | Није се квалификовао  | 22 / 39      |        |
| Олексиј Поздњаков   | 400 м          | 46,42        | 46,47                 | 5. у гр. 2            | Нису се квалификовали | Нису се квалификовали | Нису се квалификовали | 26 / 39      |        |
| Станислав Сеник     | 400 м          | 46,68        | 47,10                 | 7. у гр. 3            | Нису се квалификовали | Нису се квалификовали | Нису се квалификовали | 34 / 39      |        |
| Јевген Гуцол        | 800 м          | 1:46,56      | 1:46,97 кв            | 6. у гр. 2            | 1:47,29               | 8. у гр. 1            | Нису се квалификовали | 14 / 31 (33) |        |
| Володимир Куц       | 1.500 м        | 3:38,61      | 3:52,77               | 9. у гр. 1            |                       |                       | Нису се квалификовали | 29 / 34      |        |
| Васил Ковал         | 10.000 м       | 28:35,44     |                       |                       |                       |                       | 29:07,23              | 17 / 27 (31) |        |
| Дмитро Сирук        | 10.000 м       | 28:34,36     | 29:19,55              | 21 / 27 (31)          |                       |                       |                       |              |        |
| Игор Олефиренко     | Маратон        | 2:12:04      | 2:16:35               | 14 / 58 (72)          |                       |                       |                       |              |        |
| Александр Ситковски | Маратон        | 2:09:11      | 2:18:52               | 24 / 58 (72)          |                       |                       |                       |              |        |
| Игор Рус            | Маратон        | 2:12:45      | 2:19:39               | 32 / 58 (72)          |                       |                       |                       |              |        |
| Јуриј Русјук        | Маратон        | 2:15:56      | 2:19:49               | 35 / 58 (72)          |                       |                       |                       |              |        |
| Дмитро Лашин        | Маратон        | 2:14:45      | Није завршио трку     | Није завршио трку     |                       |                       |                       |              |        |
| Артем Шаматрин      | 110 м препоне  | 13,80        | 14,02                 | 6. у гр. 1            | Није се квалификовао  | Није се квалификовао  | Није се квалификовао  | 26 / 28      |        |
| Денис Нечипоренко   | 400 м препоне  | 50,08        | 50,26 КВ, ЛРС         | 1. у гр. 4            | 50,27                 | 7. у гр. 3            | Није се квалификовао  | 17 / 39 (40) |        |
| Данило Даниленко    | 400 м препоне  | 50,50        | 51,02                 | 3. у гр. 2            | Није се квалификовао  | Није се квалификовао  | Није се квалификовао  | 28 / 36 (37) |        |
| Александар Соколов  | 4 х 100 м      | 38,53 НР     | 38,86 КВ, НРС         | 2. у гр. 2            |                       |                       | 38,71 НРС             | 5 / 12 (16)  |        |
| Емил Ибрахимов      | 4 х 100 м      | 38,53 НР     | 38,86 КВ, НРС         | 2. у гр. 2            |                       |                       | 38,71 НРС             | 5 / 12 (16)  |        |
| Володимир Супрун    | 4 х 100 м      | 38,53 НР     | 38,86 КВ, НРС         | 2. у гр. 2            |                       |                       | 38,71 НРС             | 5 / 12 (16)  |        |
| Сергеј Смелик       | 4 х 100 м      | 38,53 НР     | 38,86 КВ, НРС         | 2. у гр. 2            |                       |                       | 38,71 НРС             | 5 / 12 (16)  |        |
| Олексиј Поздњаков   | 4 х 400 м      | 3:02,35 НР   | 3:05,95               | 6. у гр. 1            | Нису се квалификовали | 8 / 14 (16)           |                       |              |        |
| Данило Даниенко     | 4 х 400 м      | 3:02,35 НР   | 3:05,95               | 6. у гр. 1            | Нису се квалификовали | 8 / 14 (16)           |                       |              |        |
| Станислав Сеник     | 4 х 400 м      | 3:02,35 НР   | 3:05,95               | 6. у гр. 1            | Нису се квалификовали | 8 / 14 (16)           |                       |              |        |
| Виталиј Бутрим      | 4 х 400 м      | 3:02,35 НР   | 3:05,95               | 6. у гр. 1            | Нису се квалификовали | 8 / 14 (16)           |                       |              |        |
| Виктор Шумик        | 20 км ходање   | 1:22:57      |                       |                       |                       |                       | 1:22:24 ЛР            | 11 / 23 (28) |        |
| Иван Лосев          | 20 км ходање   | 1:19:33      | 1:22:28               | 12 / 23 (28)          |                       |                       |                       |              |        |
| Олексиј Казанин     | 20 км ходање   | 1:22:10      | 1:26:49               | 23 / 23 (28)          |                       |                       |                       |              |        |
| Маријан Закалницки  | 50 км ходање   | 3:44:59      | 3:46:32               |                       |                       |                       |                       |              |        |
| Иван Бензерук       | 50 км ходање   | 3:44:49      | 4:00:57               | 16 / 26 (36)          |                       |                       |                       |              |        |
| Валериј Литанјук    | 50 км ходање   | 3:53:05      | 4:01:33               | 18 / 26 (36)          |                       |                       |                       |              |        |
| Андриј Проценко     | Скок увис      | 2,40         | 2,25 кв               | 2. у гр. Б            |                       |                       | 2,24                  | 5 / 27 (28)  |        |
| Дмитро Демјањук     | Скок увис      | 2,35         | 2,25 кв               | 2. у гр. А            | Без пласмана          | Без пласмана          |                       |              |        |
| Виктор Лонски       | Скок увис      | 2,28         | 2,21                  | 9. у гр. Б            | Нису се квалификовали | 13 / 27 (28)          |                       |              |        |
| Владислав Маљухин   | Скок мотком    | 5,70         | 5,51                  | 6. у гр. А            | Нису се квалификовали | 16 / 31 (36)          |                       |              |        |
| Сергиј Никифоров    | Скок удаљ      | 8,23         | 7,86 кв               | 4. у гр. А            | 8,13                  |                       |                       |              |        |
| Владислав Мазур     | Скок удаљ      | 8,07         | 7,70                  | 6. у гр. Б            | Нису се квалификовали | 13 / 24 (25)          |                       |              |        |
| Игор Мусијенко      | Бацање кугле   | 20,14        | 19,61                 | 8. у гр. А            | Нису се квалификовали | 15 / 29 (30)          |                       |              |        |
| Микита Нестеренко   | Бацање диска   | 66,23        | 63,34 кв, ЛРС         | 3. у гр. А            | 57,66                 | 12 / 24 (26)          |                       |              |        |
| Хлиб Пискунов       | Бацање кладива | 75,50        | 74,18 кв              | 5. у гр. Б            | 74,62                 | 7 / 30                |                       |              |        |
| Владимир Мисливчук  | Бацање кладива | 74,43        | 66,72                 | 11. у гр. Б           | Нису се квалификовали | 23 / 30               |                       |              |        |
| Сергиј Регеда       | Бацање кладива | 78,92        | 70,39                 | 14. у гр. А           | Нису се квалификовали | 25 / 30               |                       |              |        |
| Јуриј Кушнирук      | Бацање копља   | 80,55        | 73,79                 | 11. у гр. А           | Нису се квалификовали | 22 / 28               |                       |              |        |

### Жене
| Атлетичарка          | Дисциплина       | Лични рекорд | Квалификације         | Квалификације         | Полуфинале            | Полуфинале            | Финале                | Финале       | Детаљи |
| Атлетичарка          | Дисциплина       | Лични рекорд | Резултат              | Место                 | Резултат              | Место                 | Резултат              | Место        | Детаљи |
| -------------------- | ---------------- | ------------ | --------------------- | --------------------- | --------------------- | --------------------- | --------------------- | ------------ | ------ |
| Христина Стуј        | 100 м            | 11,20        | 42,66                 | 8. у гр. 1            | Нису се квалификовале | Нису се квалификовале | Нису се квалификовале | 37 / 37 (38) |        |
| Алина Калистратова   | 200 м            | 23,30        | 23,79                 | 6. у гр. 3            | Нису се квалификовале | Нису се квалификовале | Нису се квалификовале | 28 / 36      |        |
| Јана Качур           | 200 м            | 22,58        | 24,00                 | 8. у гр. 2            | Нису се квалификовале | Нису се квалификовале | Нису се квалификовале | 34 / 36      |        |
| Јелисавета Бризгина  | 200 м            | 22,44        | 24,21                 | 3. у гр. 2            | Нису се квалификовале | Нису се квалификовале | Нису се квалификовале | 35 / 36      |        |
| Тетјана Мелник       | 400 м            | 51,92        | 52,44 кв              | 4. у гр. 3            | 52,20 ЛРС             | 7. у гр. 1            | Није се квалификовала | 17 / 43      |        |
| Алина Логвиненко     | 400 м            | 51,19        | 53,18                 | 7. у гр. 4            | Нису се квалификовале | Нису се квалификовале | Нису се квалификовале | 33 / 43      |        |
| Анастасија Бризгина  | 400 м            | 51,89        | 53,62                 | 5. у гр. 3            | Нису се квалификовале | Нису се квалификовале | Нису се квалификовале | 40 / 43      |        |
| Наталија Пришчепа    | 800 м            | 1:58,60      | 2:04,07 КВ            | 1. у гр. 3            | 2:02,71 КВ            | 1. у гр. 1            | 2:00,38               |              |        |
| Олга Љахова          | 800 м            | 1:58,64      | 2:00,26 КВ, ЛРС       | 1. у гр. 1            | 2:00,47 кв            | 5. у гр. 2            | 2:00,79               |              |        |
| Јулија Шматенко      | 5.000 м          | 15:22,85     |                       |                       |                       |                       | 16:41,37              | 15 / 15 (19) |        |
| Јулија Шматенко      | 10.000 м         | 32:57,31     | Нису завршиле трку    | Нису завршиле трку    |                       |                       |                       |              |        |
| Олга Скрипак         | 10.000 м         | 31:51,32     | Нису завршиле трку    | Нису завршиле трку    |                       |                       |                       |              |        |
| Јевгенија Прокофјева | 10.000 м         | 32:59,58     | 34:15,81              | 18 / 18 (26)          |                       |                       |                       |              |        |
| Олга Котовска        | Маратон          | 2:28:47      | 2:35:56               | 19 / 46 (56)          |                       |                       |                       |              |        |
| Дарја Микхаилова     | Маратон          | 2:35:55      | 2:38:30 ЛРС           | 25 / 46 (56)          |                       |                       |                       |              |        |
| Вира Овчарук         | Маратон          | 2:37:49      | 2:46:45 ЛРС           | 38 / 46 (56)          |                       |                       |                       |              |        |
| Викторија Капилина   | Маратон          | 2:35:55      | Није завршила трку    | Није завршила трку    |                       |                       |                       |              |        |
| Хана Плотицина       | 100 м препоне    | 12,89        | 13,23(.230)           | 5. у гр. 1            | Није се квалификовала | Није се квалификовала | Није се квалификовала | 27 / 32      |        |
| Викторија Ткачук     | 400 м препоне    | 55,32        | Директно у полуфинале | Директно у полуфинале | 55,37 КВ              | 2. у гр. 2            | 56,15                 | 7 / 33       |        |
| Хана Рижикова        | 400 м препоне    | 54,35        | Директно у полуфинале | Директно у полуфинале | 54,82 КВ              | 1. у гр. 3            | 54,51 ЛРС             |              |        |
| Марија Миколенко     | 400 м препоне    | 56,25        | 56,39 КВ              | 2. у гр. 3            | 56,35                 | 5. у гр. 1            | Није се квалификовала | 16 / 33      |        |
| Наталија Стребкова   | 3.000 м препреке | 9:41,31      | 9:37,28 КВ, ЛР        | 6. у гр. 1            |                       |                       | 9:40,03               | 12 / 33      |        |
| Хана Плотицина       | 4 х 100 м        | 42,04 НР     | 43,90 НРС             | 5. у гр. 2            | Нису се квалификовале | 10 / 15               |                       |              |        |
| Алина Калистратова   | 4 х 100 м        | 42,04 НР     | 43,90 НРС             | 5. у гр. 2            | Нису се квалификовале | 10 / 15               |                       |              |        |
| Јана Качур           | 4 х 100 м        | 42,04 НР     | 43,90 НРС             | 5. у гр. 2            | Нису се квалификовале | 10 / 15               |                       |              |        |
| Анастасија Холенева  | 4 х 100 м        | 42,04 НР     | 43,90 НРС             | 5. у гр. 2            | Нису се квалификовале | 10 / 15               |                       |              |        |
| Катерина Климиук     | 4 х 400 м        | 3:21,94 НР   | 3:27,75 КВ            | 1. у гр. 2            | Дисквалификоване      | Дисквалификоване      |                       |              |        |
| Марија Миколенко     | 4 х 400 м        | 3:21,94 НР   | 3:27,75 КВ            | 1. у гр. 2            | Дисквалификоване      | Дисквалификоване      |                       |              |        |
| Анастасија Бризгина  | 4 х 400 м        | 3:21,94 НР   | 3:27,75 КВ            | 1. у гр. 2            | Дисквалификоване      | Дисквалификоване      |                       |              |        |
| Татјана Мелник       | 4 х 400 м        | 3:21,94 НР   | 3:27,75 КВ            | 1. у гр. 2            | Дисквалификоване      | Дисквалификоване      |                       |              |        |
| Ина Кашина           | 20 м ходање      | 1:28:58      |                       |                       |                       |                       | 1:29:16               | 17 / 26 (30) |        |
| Надија Боровска      | 20 м ходање      | 1:29:22      | 1:30:38               | 10 / 26 (30)          |                       |                       |                       |              |        |
| Марија Филјук        | 20 м ходање      | 1:34:11      | 1:33:34 ЛР            | 18 / 26 (30)          |                       |                       |                       |              |        |
| Алина Цвили          | 50 м ходање      | 4:28:49      | 4:12:44 НР, ЛР        |                       |                       |                       |                       |              |        |
| Кристина Јудкина     | 50 м ходање      | 4:22:15 НР   | 4:20:46 ЛР            | 4 / 14 (19)           |                       |                       |                       |              |        |
| Василина Витовшчик   | 50 м ходање      | 4:24:08      | 4:23:15 ЛР            | 5 / 14 (19)           |                       |                       |                       |              |        |
| Оксана Окуњева       | Скок увис        | 1,98         | 1,86 кв               | 7. у гр. А            |                       |                       | 1,87                  | 10 / 25      |        |
| Катерина Табашник    | Скок увис        | 1,96         | 1,90 кв               | 5. у гр. Б            | 1,94                  | 5 / 25                |                       |              |        |
| Јулија Левченко      | Скок увис        | 2,01         | 1,90 кв               | 5. у гр. А            | 1,91                  | 9 / 25                |                       |              |        |
| Марина Килипко       | Скок мотком      | 4,65         | 4,45 кв               | 4. у гр. Б            | 4,45                  | 8 / 27                |                       |              |        |
| Марина Бек           | Скок удаљ        | 6,93 НР      | 6,64 кв, =ЛРС         | 5. у гр. Б            | 6,73 ЛРС              |                       |                       |              |        |
| Кристина Хришутина   | Скок удаљ        | 6,81         | 6,31                  | 9. у гр. А            | Нису се квалификовале | 19 / 25 (27)          |                       |              |        |
| Олга Саладуха        | Троскок          | 14,99        | 14,04                 | 5. у гр. А            | Нису се квалификовале | 13 / 27 (29)          |                       |              |        |
| Хана Красутска       | Троскок          | 14,15        | 13,88                 | 11. у гр. А           | Нису се квалификовале | 18 / 27 (29)          |                       |              |        |
| Олга Голодна         | Бацање кугле     | 18,72        | 16,69                 | 8. у гр. А            | Нису се квалификовале | 16 / 23               |                       |              |        |
| Викторија Клочко     | Бацање кугле     | 16,65        | 16,27                 | 9. у гр. Б            | Нису се квалификовале | 18 / 23               |                       |              |        |
| Викторија Клочко     | Бацање диска     | 58,01        | 49,11                 | 14. у гр. А           | Нису се квалификовале | 28 / 29               |                       |              |        |
| Ирина Климетс        | Бацање кладива   | 72,63        | 69,44 КВ              | 7. у гр. Б            | 68,11                 | 11 / 28               |                       |              |        |
| Ирина Новожилова     | Бацање кладива   | 74,10        | 64,70                 | 11. у гр. А           | Нису су квалификовале | 19 / 28               |                       |              |        |
| Аљона Шамотина       | Бацање кладива   | 72,37        | 61,66                 | 13. у гр. А           | Нису су квалификовале | 27 / 28               |                       |              |        |
| Хана Хацко Федусова  | Бацање копља     | 67,29 НР     | 53,08                 | 12. у гр. А           | Нису су квалификовале | 21 / 22 (23)          |                       |              |        |

#### Седмобој
| Атлетичарка     | Дисциплина | 100 м пр. | Вис  | БКу      | 200 м     | Даљ  | БКо   | 800 м      | Укупно | Пласман      | Белешка |
| --------------- | ---------- | --------- | ---- | -------- | --------- | ---- | ----- | ---------- | ------ | ------------ | ------- |
| Дарина Слобода  | Резултат   | 14,46 ЛРС | 1,76 | 13,49    | 25,16 ЛРС | 6,17 | 40,06 | 2:10,63    | 5.999  | 14 / 22 (29) |         |
| Дарина Слобода  | Бодови     | 914       | 928  | 760      | 872       | 902  | 668   | 955        | 5.999  | 14 / 22 (29) |         |
| Алина Шук       | Резултат   | 14,42     | 1,76 | 14,43 ЛР | 26,57     | 5,81 | 51,20 | 2:15,09    | 5.985  | 15 / 22 (29) |         |
| Алина Шук       | Бодови     | 920       | 928  | 823      | 748       | 792  | 883   | 891        | 5.985  | 15 / 22 (29) |         |
| Рима Хордијенко | Резултат   | 13,68     | 1,79 | 13,00    | 25,20     | 5,89 | 41,67 | 2:22,23 ЛР | 5.894  | 17 / 22 (29) |         |
| Рима Хордијенко | Бодови     | 1.024     | 966  | 727      | 869       | 816  | 699   | 793        | 5.894  | 17 / 22 (29) |         |